# رونالد إف. ميلر
رونالد إف. ميلر هو سياسي أمريكي، ولد في 12 نوفمبر 1954 في جنيف في الولايات المتحدة. نشط حزبياً في الحزب الديمقراطي. وقد انتخب عضو مجلس ولاية فيرجينيا الغربية ‏.